# Śmierć skąpca

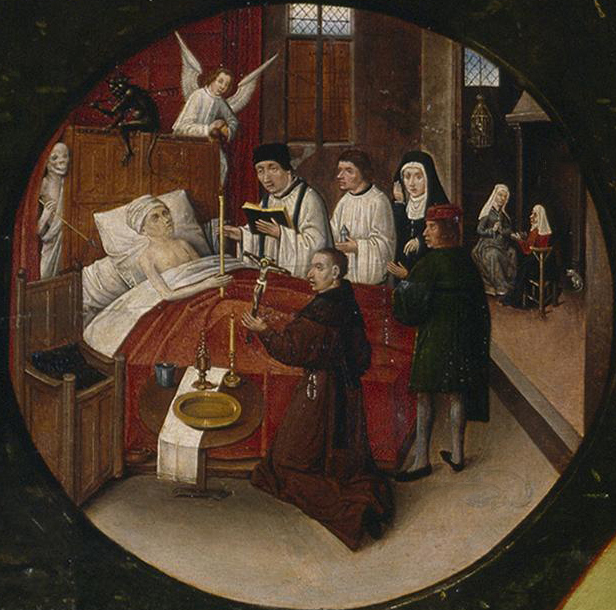
Śmierć fragment obrazu Siedem grzechów głównych

Śmierć skąpca (niderl. De dood van een vrek) – obraz olejny Hieronima Boscha, powstały w latach 1490–1500; jego kształt i barwy pozwalają przypuszczać, że stanowił wcześniej skrzydło boczne tryptyku lub poliptyku. Dzieło znajduje się obecnie w National Gallery of Art w Waszyngtonie.

## Opis obrazu
Artysta przedstawił umierającego mężczyznę siedzącego w łóżku z baldachimem, znajdującym się w długim, wąskim pomieszczeniu. Obok umierającego przysiadł Anioł Stróż, który stara się zwrócić uwagę mężczyzny na krucyfiks, wiszący w małym okienku nad drzwiami. Tytułowy skąpiec ma przed sobą śmierć, wchodzącą do pomieszczenia i trzymającą w ręce strzałę, jednak mimo to, odruchowo sięga po worek z pieniędzmi, podawany mu przez potworka wyłaniającego się zza kotary.
W nogach łóżka został przedstawiony starszy mężczyzna, pochylony nad skrzynią i wkładający do niej kilka złotych monet. Prawdopodobnie jest to skąpiec, pokazany po raz drugi – w innym czasie. Starzec trzyma w lewej ręce różaniec, jednak jego wzrok jest skierowany na zgromadzone bogactwo. W skrzyni i pod nią zostały ukazane diaboliczne potworki, które personifikują zło zwyciężające w walce z dobrem.
Na pierwszym planie obrazu malarz przedstawił rozrzucone części zbroi rycerskiej i uzbrojenia oraz bogate szaty. Zza balustrady wyłania się demon, oparty o czerwone sukno. Przedmioty są symbolami doczesnej potęgi i władzy, które nie mają żadnego znaczenia wobec majestatu śmierci, a z których zmarły musi zrezygnować.
Obraz miał znajdować się nad łożem króla Filipa II w chwili jego śmierci.
W Paryżu w Luwrze znajduje się studium do obrazu z Waszyngtonu, o wymiarach 25,6 × 14,9. Szkic niewiele różni się od późniejszego dzieła. Na lewej ścianie nie ma okna, przez które pada promień światła i na którym wisi krucyfiks, a drzwi są przesunięte w kierunku środka obrazu.

## Interpretacje i nawiązania
Dzieło Hieronima Boscha ma wydźwięk jednoznacznie moralizatorski. Płytkie i chciwe życie tytułowego skąpca symbolizują wypełniające pomieszczenie potworki, Prawo Boże reprezentują jedynie trzy elementy: odtrącony anioł, zapomniany i noszony z przyzwyczajenia różaniec oraz niewielki krucyfiks. Walka dobra ze złem wydaje się być przesądzona.
Hieronim Bosch znał zapewne Het Sterboek (Księgi śmierci), późnośredniowieczny traktat moralistyczny poświęcony umieraniu, będący niderlandzką wersją Ars moriendi. Świadczy o tym charakterystyczne przedstawienie umierającego na łożu i psychomachia, czyli walka cnoty i występku o duszę ludzką.
Scena umierania w obecności spersonifikowanej śmierci ze strzałą w ręce oraz walczących anioła z diabłem znajduje się na innym, wcześniejszym obrazie Boscha Siedem grzechów głównych.
Krytycy sztuki dopatrywali się też podobieństw do obrazów innych malarzy szkoły niderlandzkiej, takich jak Rogier van der Weyden i Robert Campin.